# Антосяк, Георгий Фёдорович
Гео́ргий Фёдорович Антося́к (6 ноября 1907 года — 12 ноября 1977 года) — государственный и коммунистический деятель Молдавской ССР. Отец ректора Кишиневского политехнического института В. Г. Антосяка.

## Биография
Родился 6 ноября 1907 года в селе Суражевка, ныне Приморский край (Россия), в крестьянской семье. Его отец был осужден на пожизненную каторгу, как руководитель крестьянского восстания 1905 года в селе Мокра Балтского уезда Подольской губернии. В 1923 году вместе с семьей вернулся в родное село.
После окончания в 1929 году Одесского института народного хозяйства, работал экономистом, учителем, директором средней школы в Молдавской АССР. Член ВКП(б) с 1937 года. Назначен председателем Государственной плановой комиссии при Совете Народных Комиссаров Молдавской АССР, затем — наркомом просвещения республики. С 1940 года — председатель Государственной плановой комиссии при Совете Народных Комиссаров Молдавской ССР и заместитель председателя Совета Министров МССР.
С 1959 года Георгий Антосяк — председатель Совета Народного Хозяйства МССР. С 1963 года он занимает должность постоянного представителя МССР при Правительстве СССР, а с 1965 года — первого заместителя председателя Совета Министров МССР.
В период с 15 по 24 апреля 1970 года Георгий Федорович Антосяк исполнял обязанности председателя Совета Министров МССР.
Избирался депутатом Верховного Совета СССР 4-8 созывов (1954—1974), депутатом Верховного Совета Молдавской АССР (1938—1941), депутатом Верховного Совета Молдавской ССР 1-3-го созывов (1941—1955).
Делегат XXII съезда КПСС (1961), I—XII съездов КП Молдавской ССР. Член Центрального Комитета и Бюро Центрального Комитета КП Молдавской ССР.
Ушел из жизни 12 ноября 1977 года в Кишинёве.

## Награды
- Орден Ленина;
- Два ордена Трудового Красного Знамени.

## Ссылка
- Антосяк Георгий Фёдорович // Советская Молдавия: краткая энциклопедия / Вартичан И. К. — Кишинёв: Главная редакция Молдавской советской энциклопедии, 1982. — С. 20. — 709 с.
- Известные личности Молдовы